# Banje Selo
Banje Selo je naseljeno mjesto u Republici Hrvatskoj u Zagrebačkoj županiji. Do 1971. iskazivano je pod imenom Banjaselo. 2001. smanjeno je za dio područja koji je pripojen naselju Laktec.

## Zemljopis
Administrativno je u sastavu grada Svetog Ivana Zeline. Naselje se proteže na površini od 5,01 km². 

## Stanovništvo
Prema popisu stanovništva iz 2001. godine Banje Selo ima 140 stanovnika koji žive u 40 kućanstava. Gustoća naseljenosti iznosi 27,94 st./km².
| broj stanovnika | 180   | 202   | 203   | 228   | 260   | 278   | 267   | 268   | 223   | 227   | 192   | 142   | 111   | 103   | 140   | 106   | 110   |
|                 | 1857. | 1869. | 1880. | 1890. | 1900. | 1910. | 1921. | 1931. | 1948. | 1953. | 1961. | 1971. | 1981. | 1991. | 2001. | 2011. | 2021. |